# Детские железные дороги

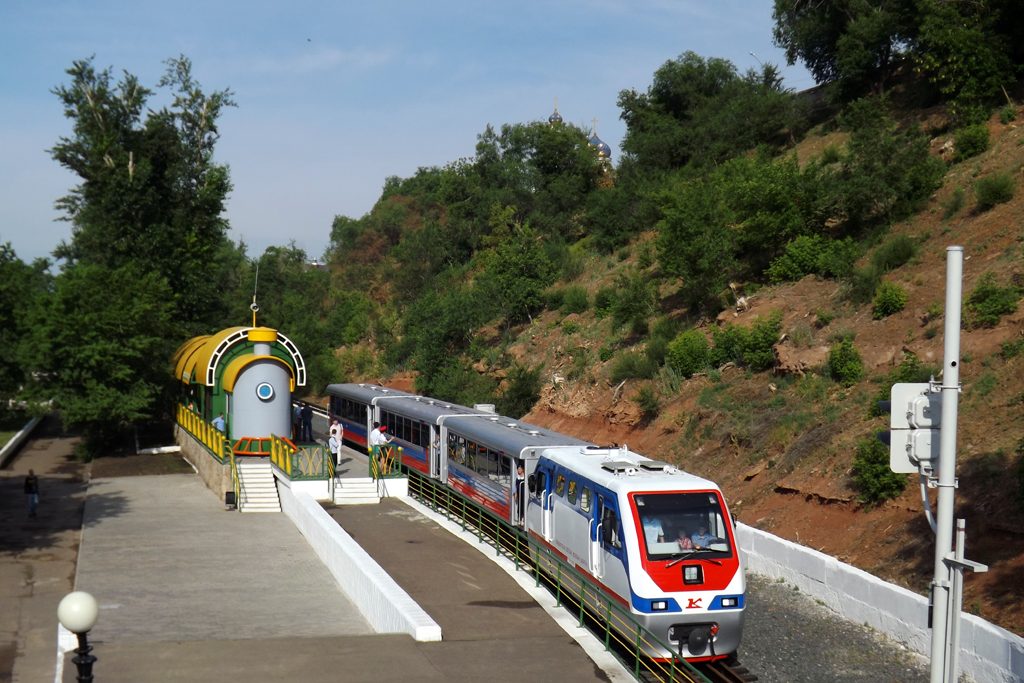
Узкоколейный тепловоз ТУ10-021 на Детской железной дороге в Оренбурге

Детские железные дороги (ДЖД) — учреждения дополнительного образования детей, в формате которых выстроена уникальная система профориентации школьников на профессии железнодорожного транспорта с помощью игры, учёбы и «работы» в формате «как взрослый». В процессе обучения на ДЖД юные железнодорожники (учащиеся детских железных дорог) знакомятся с профессиями железнодорожного транспорта: машинист локомотива, проводник пассажирских вагонов, осмотрщик вагонов, дежурный по железнодорожной станции, монтёр пути, электромонтёр устройств сигнализации, централизации, блокировки, а также с деятельностью компании в целом. Подразделения ДЖД выполняют важную роль в формировании интереса к профессии железнодорожника. 
Образовательные программы, реализуемые на детских железных дорогах, включают в себя три направления:
- Профессиональное обучение,
- Проектное обучение,
- Личностные навыки и общекультурное развитие.

Кроме направления профессионального обучения, для подростков созданы все условия развития новых компетенций и формирования первоначальных навыков для создания своих проектов. Для этого на ДЖД работают кружки технического творчества, 3D моделирования и прототипирования. В кружке юные железнодорожники осваивают элементарные приёмы ручной работы с различными материалами (бумага, картон, пластик, дерево и т. д.), участвуют в изготовлении моделей и макетов, строят простейшие картонные модели в малых масштабах, затем, в процессе приобретения опыта, ребята строят всё более сложные и интересные экспонаты. Свои достижения подростки демонстрируют на различных соревнованиях и выставках.

## Процесс обучения на ДЖД
Обучение железнодорожным профессиям на детских железных дорогах выстроено по двум основным блокам: теоретический и практический.
Теоретический курс начинается в основном с 1 октября по 31 мая. Школьники приезжают на занятия один раз в неделю, где знакомятся с основными железнодорожными профессиями в формате лекций, игр, интерактивов и посещений объектов действующих предприятий железнодорожного транспорта. Еженедельные занятия проходят в количестве двух академических часов. В среднем, ежедневно на ДЖД приезжают около 200 юных железнодорожников, занятия для которых ведут опытные инструкторы. По завершении учебного года юные железнодорожники сдают промежуточную аттестацию, по итогам которой получают допуск для прохождения второго блока обучения.
Практический курс для юных железнодорожников всегда являлся самым интересным и занимательным. Перед началом практики, юным железнодорожникам выдаётся форменная одежда, в которой на протяжении всего лета ребята «работают» на детской железной дороге по разным профессиям.
За полный курс обучения ребята знакомятся с такими профессиями как: диктор; дежурный по платформе; дежурный по вокзалу; проводник пассажирского вагона; сигналист; дежурный по переезду; монтёр и бригадир пути; осмотрщик вагонов; электромонтёр и электромеханик СЦБ; помощник машиниста и машинист; дежурный по железнодорожной станции; оператор поста централизации; начальник станции; поездной диспетчер и пр.
Практика на ДЖД проходит обычно в две смены максимум по 4 часа в день. Под наблюдением взрослых наставников юные железнодорожники осваивают тонкости организации движения поездов. За летний сезон 25 детских железных дорог посещает около 700 тысяч пассажиров.
Ежегодно в летний период почти 15 тысяч юных железнодорожников пробуют свои силы на детской, но действующей по законам «взрослой» железной дороге.

## Краткая характеристика

Вид на Волгоградскую ДЖД с моста через пойму Царицы

Общая протяжённость всех ДЖД превышает 92 км. Наибольшая длина пути 11,6 км у Свободненской железной дороги. Самая короткая — Курганская детская железная дорога (филиал Челябинской ДЖД) — 1,06 км. Основной частью ДЖД является узкоколейная железнодорожная линия, на которой проходят практические занятия юных железнодорожников (обычно в летний период). В остальное время года на ДЖД проводится теоретическое обучение детей. Детские железные дороги стараются как можно сильнее приблизить к прототипу — железным дорогам общего пользования. Поэтому на ДЖД, насколько это возможно, используется такое же оборудование, как и на настоящих железных дорогах. Принятые на ДЖД правила эксплуатации также максимально приближены к правилам эксплуатации железных дорог общего пользования.
Как правило, ДЖД представляет собой изолированный от общей сети железных дорог участок узкоколейного пути протяжённостью от 1 до 11 км, нередко кольцевой. Особого транспортного значения детские железные дороги обычно не имеют. Чаще всего ДЖД прокладываются в городских парках и зонах отдыха.
Во время эксплуатационного сезона, чаще всего летом, дети под руководством опытных инструкторов на практике закрепляют полученные за год знания, самостоятельно выполняют все основные работы по эксплуатации железной дороги. Выпускники ДЖД нередко имеют льготы при поступлении в железнодорожные средние специальные и высшие учебные заведения.
Помимо профессиональной ориентации и профессионального обучения юных железнодорожников ДЖД участвует в развитии личности ребёнка, для чего при ДЖД создаются различные кружки (кино, фото, музыкальные, танцевальные, железнодорожного моделизма и т. д.), а также спортивные секции.

## Инфраструктура

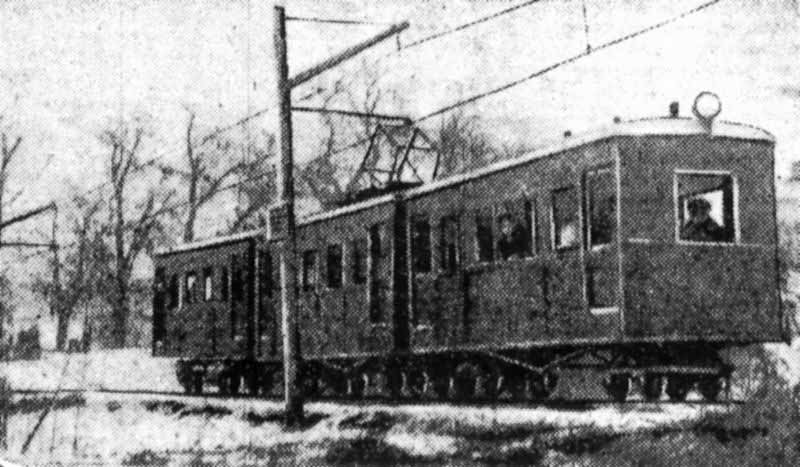
ДЖД в Парке Горького. Фото из коллекции Д. Зиновьева Газета «Вечерняя Москва», 9 января 1933 года

Все ДЖД являются узкоколейными. Ширина колеи ДЖД Советского Союза составляла, как правило, 750 мм. Это было связано с тем, что эта колея была государственным стандартом для узкоколейных железных дорог СССР, таким образом ДЖД могли использовать производившийся промышленностью СССР подвижной состав и другое оборудование. Исключением является Красноярская детская железная дорога. С момента основания (в 1936 году) и до 1961 года она имела очень узкую колею — всего 305 мм, в 1961 году Красноярская ДЖД была перешита на 508 мм. Ранее ширину колеи 600 мм имели детские железные дороги в Волгограде и Астане, однако впоследствии они были перешиты на 750 мм.
За пределами СССР ДЖД имели другую ширину колеи, зачастую уже меньше, чем 750 мм. Например, ДЖД в Познани (Польша) имеет ширину колеи 600 мм, а ДЖД в Дрездене — всего 381 мм.
В целях обучения юных железнодорожников обращению с современной железнодорожной техникой, детские железные дороги зачастую оборудовались такими же системами сигнализации, централизации и блокировки, как и на настоящих железных дорогах (хотя практической надобности в таких системах обычно не было).

## Подвижной состав

### Паровозы

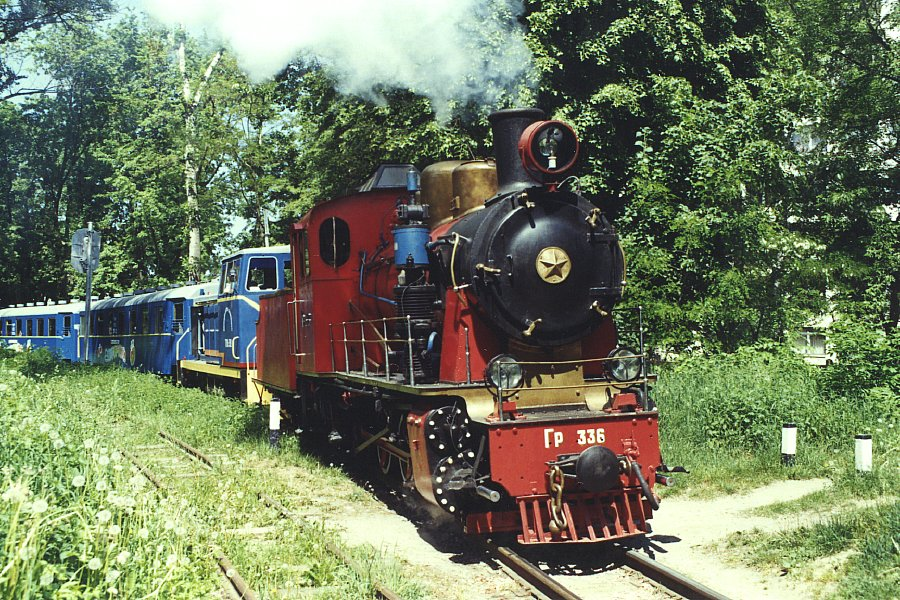
Паровоз Гр-336 на Киевской детской железной дороге

Как правило, на ДЖД использовался тот же подвижной состав, что и на обычных узкоколейных железных дорогах Советского Союза. До войны и в первые послевоенные годы это были паровозы, в частности Гр, паровозы проекта П24 (различные модификации) и другие. С шестидесятых годов паровозы стали заменяться тепловозами, но на некоторых ДЖД они проработали до восьмидесятых и даже до девяностых годов, а на Киевской и Ростовской ДЖД паровозы Гр (Гр-185 в Ростове-На-Дону и Гр-336 в Киеве) продолжают работать до сих пор (по состоянию на 2017 год). На Малой Горьковской ДЖД (в Нижнем Новгороде) до сих пор работает паровоз Кп4-430 (модификация П24). С 1 июня 2014 года на Малой Октябрьской ДЖД появился паровоз Кп4-447.

### Тепловозы

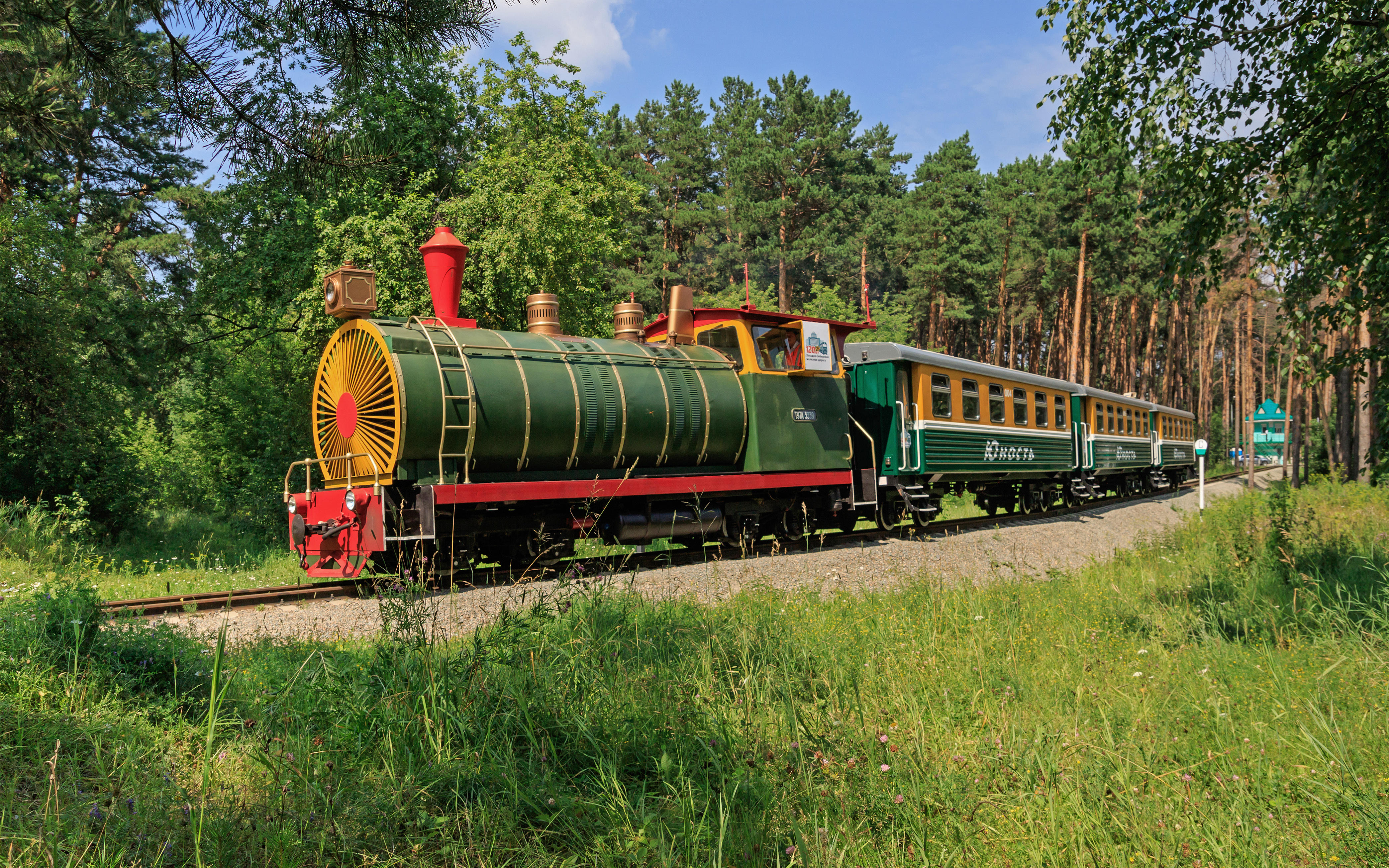
Тепловоз ТУ7А (стилизованный под паровоз) на Новосибирской ДЖД

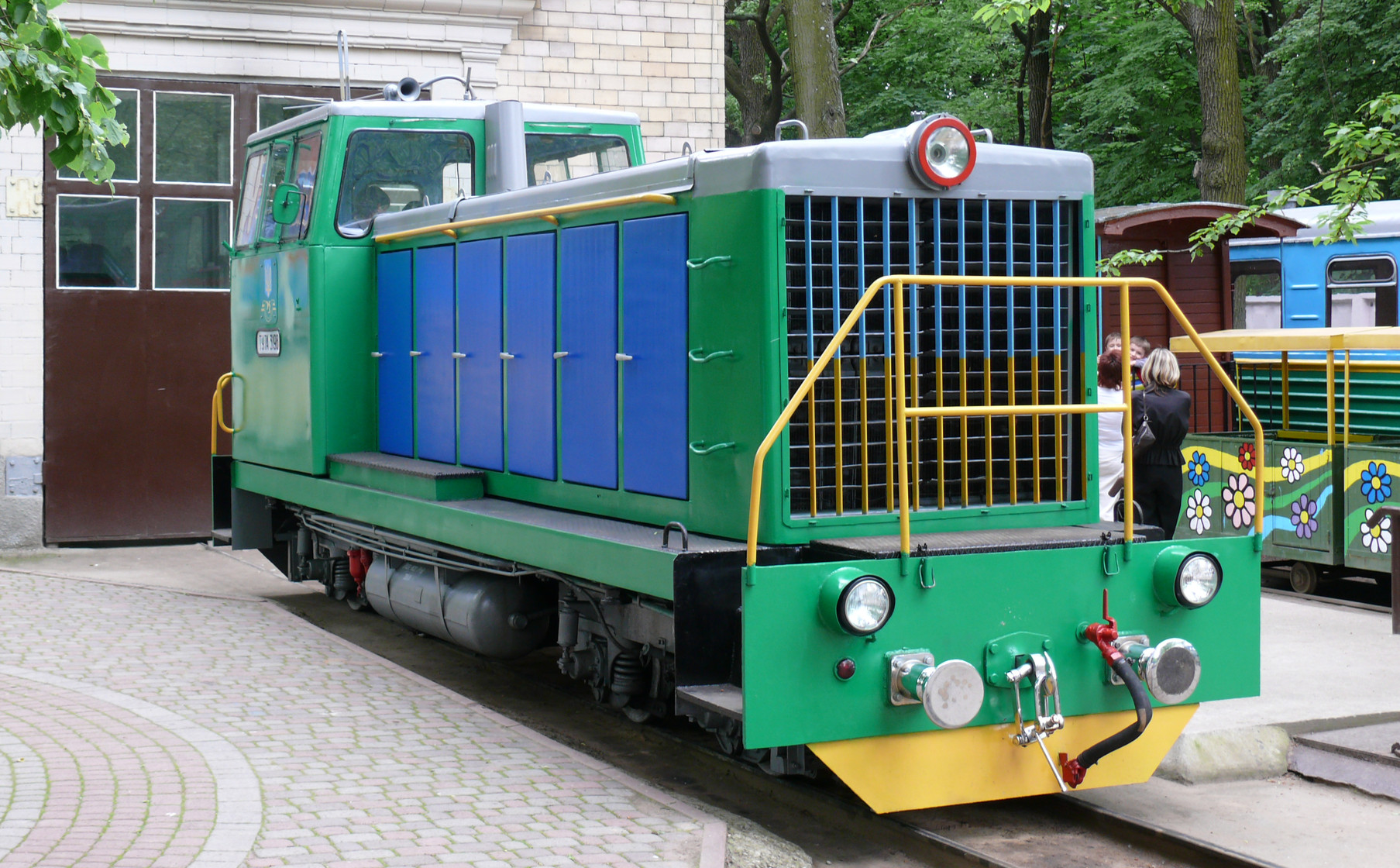
Тепловоз ТУ7А на МЮЖД

В конце 1950-х — 1960-х годов на железных дорогах Советского Союза всё больше распространение стали получать тепловозы. Не отставали от «старшего брата» и ДЖД. На детские железные дороги поступали тепловозы ТУ2, ТУ3, ТУ4, ТУ6 (ТУ4 и ТУ6 — очень редко). В конце 1980-х годов проводилась разработка проекта тепловоза ТЭУ-16, специально для нужд детских железных дорог, однако из-за распада Советского Союза и последовавшего за ним экономического кризиса, ТЭУ-16 так и не был создан в металле.
В 1980-х годах на ДЖД стали поступать тепловозы ТУ7, которые начали постепенно вытеснять тепловозы более ранних серий, в первую очередь — ТУ2. Тем не менее на ДЖД до сих пор сохранилось большое количество ТУ2.
В 2010 году на Камбарском заводе собран первый тепловоз серии ТУ10. К настоящему времени (2019 год) на детские железные дороги России уже поступило не менее 30 тепловозов ТУ10.

### Электровозы
В отличие от тепловозов, электровозы не получили распространения на ДЖД. В 1960 году группой энтузиастов из конструкторского бюро Всесоюзного научно-исследовательского института торфяной промышленности (ВНИИТП) был разработан проект специального электровоза для ДЖД, получивший индекс ВЛ-4, однако электрификация ДЖД была признана слишком опасным делом, и электровоз построен не был.
Имеются данные, что на ДЖД в Ужуре использовалось два электровоза ЭД-1, однако информации об этой ДЖД имеется крайне мало, поэтому этот факт нельзя считать достоверным с полной уверенностью.

### Вагоны и моторвагонный подвижной состав
Помимо поездов локомотивной тяги, иногда на ДЖД использовались и моторвагонные поезда. Так,
на детских железных дорогах в Москве и Ужуре и использовались самодельные электропоезда. На ДЖД в городе Коммунарске использовалась автомотриса АМ1.
До войны на детских железных дорогах использовались вагоны дореволюционной постройки (в том числе Коломенского завода и иностранные). После войны на ДЖД поступали вагоны Pafawag моделей 2Aw, 3Aw польского производства (с 1956 по 1960 год) на 38 сидячих мест. В конце 1980-х годов они стали заменяться вагонами ПВ40, которые производились Демиховским заводом с 1950-х годов.
В 1989 году производство вагонов для колеи 750 мм в Советском Союзе было прекращено. В 2003 году завод «Метровагонмаш» получил заказ на узкоколейные пассажирские вагоны для строящейся Новосибирской ДЖД. Первая партия новых вагонов, получивших индекс 20.0011, была отгружена заказчику в августе 2004 года. Осенью 2004 года «Метровагонмаш» получил от Московской железной дороги заказ на узкоколейные пассажирские вагоны для Кратовской ДЖД. Конструкция этих вагонов во многом аналогична вагонам модели 20.0011, но в неё были внесены многочисленные изменения и усовершенствования, и поэтому новые вагоны получили индексы 20.0015 и 20.0016. Эти вагоны были отгружены заказчику в апреле 2005 года.

### Самодельный подвижной состав
Обычно создание детских железных дорог поддерживалось дирекцией отделений настоящих железных дорог. Однако иногда случалось и так, что правление отделений железных дорог не проявляло интерес к ДЖД, и некоторые ДЖД создавались буквально на одном энтузиазме. Естественно, раздобыть настоящие локомотивы и вагоны энтузиасты не могли. Взамен изготавливались самодельные локомотивы, нередко с использованием деталей и узлов автомобилей. Конечно, по своим параметрам они не могли соответствовать локомотивам, построенным промышленностью, однако и такие машины позволяли организовывать работу детских железных дорог.
Красноярская детская железная дорога за всё время своего существования использовала только самодельные локомотивы. Связано это с нестандартной шириной колеи — первоначально 305 мм, позднее — 508 мм.

## История
В 1932 году комсомольцами в Москве была построена первая общественная детская железная дорога. Была электрифицирована. Однако она использовалась скорее в развлекательных целях, нежели учебных. В конце 1930-х годов закрыта, а впоследствии забыта. 24 июня 1935 года детская дорога была открыта в городе Тифлисе (ныне Тбилиси). Именно она официально стала первой детской железной дорогой в мире в современном понимании. Немного позже была открыта детская железная дорога в Красноярске, первая в РСФСР. Участники строительства дороги в Тифлисе через газету «Пионерская правда» обратились к своим сверстникам с призывом строить ДЖД в других городах страны. Идея получила поддержку наркома путей сообщения Л. М. Кагановича и академика В. Н. Образцова, после чего ДЖД стали строиться в столицах почти всех союзных республик и в местах размещения управлений железных дорог страны.
К середине 1980-х годов в СССР работало не менее 52 детских железных дорог. Почти все они находились в подчинении министерства путей сообщения.
По примеру СССР ДЖД начали строиться и в странах социалистического блока: Болгарии, Венгрии, ГДР, Чехословакии, Китае, Кубе и др. При этом иностранные ДЖД нередко отличались разветвлённостью линий и большей протяжённостью. Однако, из-за отсутствия во многих случаях государственной поддержки, в отличие от СССР, многие зарубежные ДЖД проработали как эксперимент не более 10-15 лет. Так, практически все ДЖД Чехословакии (кроме Кошицкой), были закрыты до 1980-х годов; относительно спокойно пережили падение соцстроя лишь венгерские и немецкие ДЖД. Но и из них не все сохранили до сегодняшнего дня учебные функции, часть была превращена в парковые аттракционы.
После распада СССР детские железные дороги в пришли в упадок. В большинстве постсоветских стран системы были ликвидированы или превращены в парковые аттракционы. Тем не менее часть детских железных дорог продолжило свою работу, а некоторые из них были восстановлены.
В России функционирует 26 ДЖД в городах: Владикавказ, Волгоград, Екатеринбург, Иркутск, Казань, Кемерово, Красноярск, Кратово (посёлок, 20 км от Москвы), Курган, Лиски, Нижний Новгород, Новомосковск, Новосибирск, Оренбург, Пенза, Ростов-на-Дону, Санкт-Петербург (2 разные дороги), Свободный, Тюмень, Уфа, Хабаровск, Челябинск, Чита, Южно-Сахалинск, Ярославль. С 2004 года было построено 4 детских железнодорожных систем.
Контингент юных железнодорожников детских железных дорог в России составляет 18,5 тысяч человек. Ежегодное количество выпускников — 2,6 тысяч человек, из которых более половины становятся студентами вузов и техникумов железнодорожного транспорта и в дальнейшем приходят на работу в Холдинг РЖД.
На Украине детские железные дороги функционируют в городах: Днепр, Донецк, Запорожье, Киев, Львов, Ровно, Ужгород, Харьков. В Одессе в течение недолгого времени (с 1956 по 1960 или 1963 год) существовал так называемый Детский трамвай — небольшая изолированная трамвайная линия, обслуживаемая детьми. Однако он не имел прямого отношения к детским железным дорогам.
В Казахстане действует две детские железные дороги: Семей и Караганда.
В Белоруссии действует единственная Минская ДЖД.
За пределами бывшего СССР детские железные дорогие функционируют в Венгрии, Германии, Словакии. Ряд ДЖД в Болгарии, Польше, на Кубе продолжают работать в качестве прогулочных аттракционов. (см. Список детских железных дорог).

### Хронология открытия ДЖД

#### 1930-е годы
| Год  | Город                        | Особенности                                                                                              |
| ---- | ---------------------------- | --- |
| 1932 | Москва                       | закрыта в конце 1930-х годов                                                                             |
| 1935 | Тифлис                       | с 1990-х годов обслуживается взрослыми, работает как аттракцион в парке «Муштаиди»                       |
| 1936 | Красноярск                   | первая ДЖД в РСФСР, действует                                                                            |
| 1936 | Днепр                        | действует                                                                                                |
| 1936 | Донецк                       | закрыта в связи с началом Великой Отечественной войны. В 1972 году в другом месте была открыта новая ДЖД |
| 1936 | Гомель                       | по 1941                                                                                                  |
| 1937 | Кратово (Московская область) | Открыта 2 мая 1937 года                                                                                  |
| 1937 | Ереван                       | |
| 1937 | Мелитополь                   | по 1941                                                                                                  |
| 1939 | Горький                      | |
| 1939 | Иркутск                      | Действует                                                                                                |

#### 1940-е годы
| Год  | Город                        | Особенности |
| ---- | ---------------------------- | --- |
| 1940 | Свободный (Амурская область) | Самая длинная ДЖД в России (11,6 км)                                                                                                |
| 1940 | Ташкент                      | Закрыта 17 сентября 2017 года. |
| 1940 | Харьков                      | |
| 1940 | Ростов-на-Дону               | Действует. С 2018 по 2022 гг. проходила модернизации (замена пути, инфраструктуры). Первых пассажиров приняла 13 сентября 2022 года |
| 1940 | Ашхабад                      | закрыта в 1940-е годы, снова открыта в 1987 году, в середине 1990-х была снова закрыта, с 2007 года работает как аттракцион         |
| 1946 | Ярославль                    | с 1957 по 1970 не работала |
| 1946 | Астана                       | по 2002 |
| 1946 | Вильнюс                      | по середину 1980-х годов |
| 1947 | Ужгород                      | временно прекратила работу в 2008 году, восстановлена энтузиастами в 2009 году. Не работала с 2010 по август 2016 года.             |
| 1947 | Баку                         | Закрыта и разобрана в июле 2009 года                                                                                                |
| 1948 | Сталинград                   | перенесена на новое место в 1979 году                                                                                               |
| 1948 | Будапешт                     | |
| 1948 | Ленинград                    | Северная трасса Малой Октябрьской железной дороги в Озерках                                                                         |
| 1949 | Ровно                        | |
| 1949 | Челябинск                    | Действует |

#### 1950-е годы
| Год  | Город                            | Особенности                                            |
| ---- | -------------------------------- | ------------------------------------------------------ |
| 1951 | Львов                            |                                                        |
| 1951 | Ужур (Красноярский край)         | закрыта в 80-х                                         |
| 1952 | Алма-Ата                         | по 1997; впоследствии превращена в парковый аттракцион |
| 1953 | Уфа                              | Действует                                              |
| 1953 | Оренбург                         | Действует                                              |
| 1953 | Киев                             |                                                        |
| 1953 | Сталиногорск (ныне Новомосковск) | Новомосковская ДЖД                                     |
| 1954 | Южно-Сахалинск                   | Действует                                              |
| 1954 | Луцк                             | Не действует с 2020 года                               |
| 1955 | Минск                            | Действует                                              |
| 1956 | Рига                             | по 1997                                                |
| 1957 | Караганда                        | действует                                              |
| 1958 | Коканд                           | ныне закрыта                                           |
| 1958 | Хабаровск                        | Действует                                              |

#### 1960-е годы
| Год  | Город                       | Особенности |
| ---- | --------------------------- | --- |
| 1960 | Екатеринбург                | носит имя Н. А. Островского. В 1-й четверти XXI века проведена серия успешных реконструкций, позволяющих круглогодично обслуживать пассажиров. Имеет образовательные филиалы в нескольких городах области, помимо Екатеринбурга. |
| 1967 | Владикавказ                 | Действует |
| 1967 | Конотоп                     | закрыта в середине 1970-х годов |
| 1968 | Алчевск (Луганская область) | закрыта в начале 1990-х годов |
| 1969 | Тюмень                      | Действует |
| 1969 | Ленинакан                   | по 1988 |

#### 1970-е годы
| Год  | Город                         | Особенности                                                     |
| ---- | ----------------------------- | --------------------------------------------------------------- |
| 1971 | Чита                          | Действует                                                       |
| 1972 | Донецк                        |                                                                 |
| 1972 | Запорожье                     |                                                                 |
| 1972 | Макеевка (Донецкая область)   | по 2002                                                         |
| 1977 | Кокшетау                      | по 1996                                                         |
| 1978 | Костанай                      | по 2000                                                         |
| 1978 | Нахичевань                    | закрыта                                                         |
| 1979 | Павлодар                      | закрыта в 2008 г. Подвижной состав сохранён.                    |
| 1979 | Атбасар                       | закрыта между 1991 и 2002                                       |
| 1979 | Семей                         | действует (закрылась в 1990-х годах, в 2024 году восстановлена) |
| 1979 | Щучинск (Акмолинская область) | закрыта в конце 1990-х годов                                    |

#### 1980-е годы
| Год  | Город                       | Особенности                                                                                     |
| ---- | --------------------------- | ----------------------------------------------------------------------------------------------- |
| 1980 | Шымкент                     | линия безвозвратно демонтирована в 2015 году                                                    |
| 1980 | Джезказган                  | закрыта в конце 1980-х годов                                                                    |
| 1985 | Пенза                       | действует, по состоянию на 2021 год находится на реставрации                                    |
| 1986 | Поти                        | закрыта в 1991                                                                                  |
| 1986 | Аркалык                     | закрыта в 1988 вследствие ликвидации Тургайской области. Пассажирский состав вывезен в Костанай |
| 1986 | Джизак                      | закрыта в 1993(?), с 2004 работает как аттракцион                                               |
| 1987 | Ашхабад                     |                                                                                                 |
| 1987 | Рустави (Грузия)            | ныне закрыта                                                                                    |
| 1988 | Евпатория                   | по 1991                                                                                         |
| 1988 | Аникщяй (Литва)             | ныне закрыта                                                                                    |
| 1989 | Актобе                      | закрыта до 2001                                                                                 |
| 1989 | Лиски (Воронежская область) | Действует                                                                                       |
| 1989 | Курган                      | в 2011 году заменено полотно, ожидается открытие спецкласса для юных железнодорожников          |

#### 2000-е годы
| Год  | Город       | Особенности |
| ---- | ----------- | ----------- |
| 2005 | Новосибирск | Действует   |
| 2007 | Казань      | Действует   |
| 2007 | Кемерово    | Действует   |

#### 2010-е годы
| Год  | Город           | Особенности                                                                            |
| ---- | --------------- | -------------------------------------------------------------------------------------- |
| 2011 | Санкт-Петербург | Южная трасса Малой Октябрьской ДЖД, позже получившая название Малой Царскосельской ДЖД |

Данные о датах открытия ДЖД в городе Экибастуз отсутствуют.

## Значение ДЖД

### Профориентация
На детских железных дорогах юным железнодорожникам преподаются основы практически всех железнодорожных специальностей. При этом самостоятельная работа во время летней практики способствует возникновению интереса детей к работе на железной дороге.
В 1950-е — 1970-е годы от трети до половины выпускников детских железных дорог поступали в железнодорожные средние специальные и высшие учебные заведения. В последние годы этот процент заметно снизился.

### Воспитание детей
Педагогическое значение детских железных дорог многопланово.
Работа на железной дороге немыслима в одиночку, без взаимодействия с другими сотрудниками. Благодаря этому юные железнодорожники учатся работе в коллективе.
Единые смены юных железнодорожников состоят из детей разного возраста, разных годов обучения. На многих должностях (например, проводник вагона, ревизор, кассир) юным железнодорожникам приходится тесно общаться с посетителями дороги, в том числе и со взрослыми. Это способствует развитию навыков общения детей не только со своими ровесниками.
Работа на детской железной дороге даёт детям осознание ответственности за свои действия, приучает к дисциплине и соблюдению правил техники безопасности.
Помимо всего перечисленного детская железная дорога может и должна использоваться для организации досуга детей (участие в кружках по интересам в свободное время, проведение вечеров отдыха, конкурсов), эстетического развития их личности (при многих ДЖД действуют кружки рисования, кино- и фотостудии, музыкальные и танцевальные кружки и др.), а также расширения кругозора (экскурсии на предприятия железнодорожного транспорта, встречи с интересными людьми).

### Транспортные функции

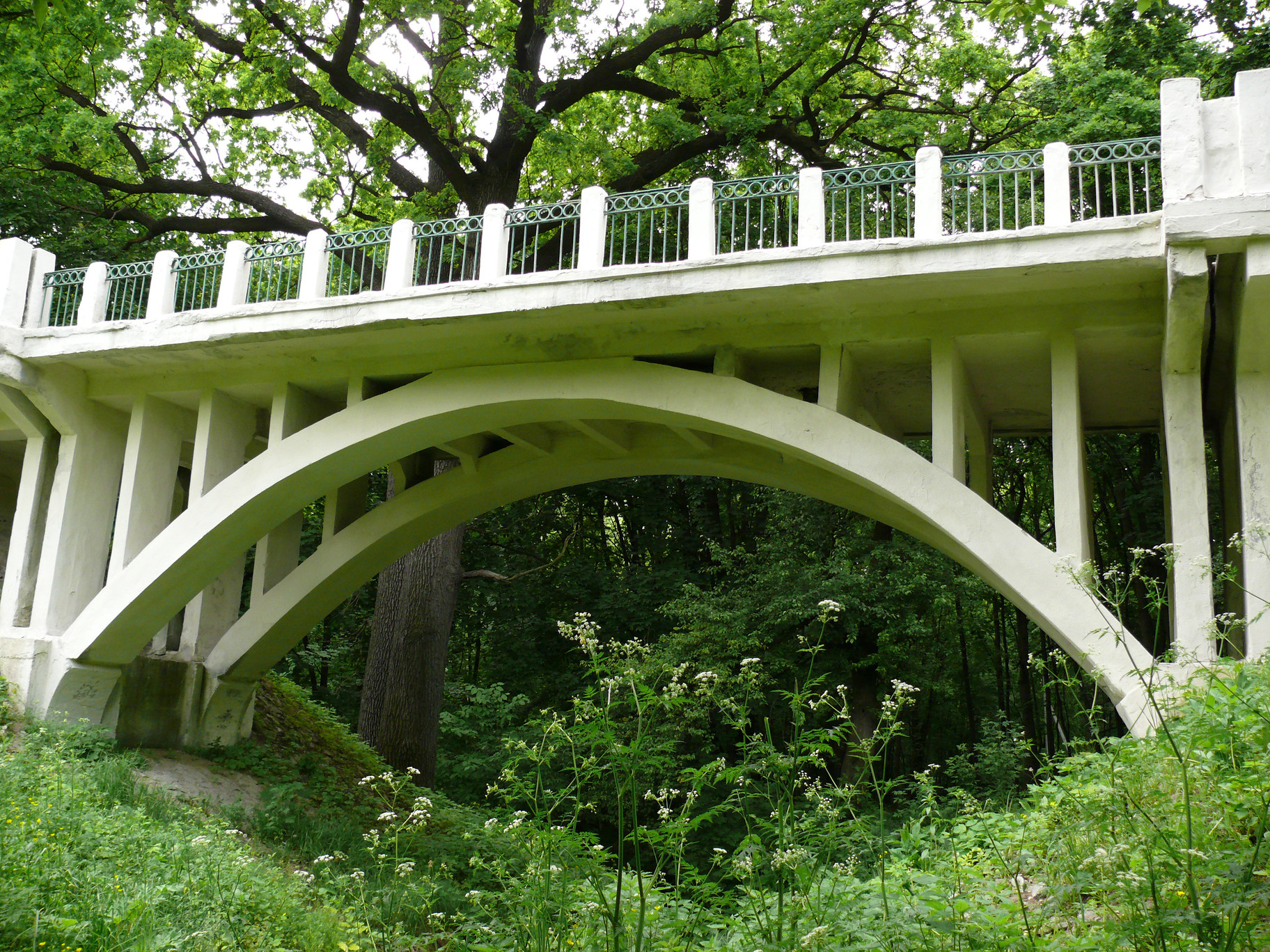
Виадук на Малой Южной железной дороге

Чаще всего ДЖД не имеют транспортного значения и воспринимаются пассажирами исключительно как парковый аттракцион. Лишь иногда детские железные дороги служат для доставки пассажиров из города в пригородные зоны отдыха (примеры: Чита, Оренбург, Свободный, Чимкент).
Но из этого правила есть и исключения. Во время Великой Отечественной войны детская железная дорога в городе Свободный использовалась для подвоза продовольствия из пригородных совхозов. После войны ДЖД в Вильнюсе служила для доставки угля на одну из городских ТЭЦ, а ДЖД в Нижнем Новгороде (Горьком) — как один из видов общественного транспорта, наравне с трамваями и автобусами, при этом зарабатывая определённые финансовые средства.

## Прочие факты
- Предшественником детских железных дорог был частный аттракцион, созданный в середине 1890-х годов для великого князя Михаила Александровича (сына Александра III) и его сестёр в дворцовом парке Гатчины. Состоял из парового локомотива и двух-трёх пассажирских вагонеток, ходивших по рельсам, проложенным между деревьями парка; управлял паровичком Михаил[10].
- Первая ДЖД в Советском Союзе и в мире была открыта в 1932 или 1933 году в Москве, в парке Горького. Просуществовала она недолго, к 1939 году её уже не было. По непонятным причинам факт существования этой ДЖД в Советском Союзе всегда замалчивался[11]. Утверждалось, что первая железная дорога была открыта в Тифлисе (Тбилисская ДЖД была открыта в 1935 году). Сохранилось только два источника, подтверждающих существование ДЖД в парке Горького: заметка в газете «Вечерняя Москва» за 9 января 1933 года и краткое упоминание в брошюре «25 детских железных дорог СССР» 1936 года издания.
- В 1939—1940 годах для Москвы проектировалась грандиозная детская железная дорога. Она должна была иметь две линии, протяжённостью в 12 и 8 километров (в то время как длина большинства ДЖД составляла в среднем один-два километра). Московская ДЖД должна была использовать два вида тяги — паровозную и электрическую. Для проектирования этой дороги привлекались лучшие специалисты. Архитектура станций не должна была уступать блеску станций Московского метро и павильонов ВДНХ. Располагаться эта ДЖД должна была в парке Измайлово. Проект был принят 20 июня 1941. Его осуществлению помешала начавшаяся через два дня Великая Отечественная война[12].
- ДЖД в Москве так и не была построена. Нынешняя Малая Московская железная дорога расположена в сорока километрах от столицы, в посёлке Кратово.
- За всю историю в СССР существовало только три электрифицированные детские железные дороги: ДЖД в парке Горького в Москве, ДЖД в Ужуре и ДЖД в Донецке. Ни одна из них не сохранилась. Донецкая ДЖД, разрушенная в ходе Великой Отечественной войны, была возрождена в 1972 году, но уже без электрификации. После войны от планов электрификации ДЖД отказались из соображений безопасности. В Одессе существовал уникальный детский трамвай, который был, разумеется, электрифицирован, но это сооружение не имело прямого отношения к ДЖД.
- За рубежом на ДЖД электрическая тяга также применялась, хоть и редко. Были электрифицированы ДЖД в Пльзне и Остраве (Чехословакия), а также некоторые немецкие ДЖД.
- Самая длинная ДЖД (в Свободном) длиннее самой короткой ДЖД (в Кургане) в одиннадцать раз. Длина Свободненской ДЖД — 11,6 км, Курганской — 1,054 км.